# Spirocamallanus barroslimai
Spirocamallanus barroslimai är en rundmaskart som först beskrevs av Pereira 1935.  Spirocamallanus barroslimai ingår i släktet Spirocamallanus och familjen Camallanidae. Inga underarter finns listade i Catalogue of Life.